# Eilema sinica
Eilema sinica là một loài bướm đêm thuộc phân họ Arctiinae, họ Erebidae.